# Djamel Abdoun
Djamel Abdoun (Montreuil-sous-Bois, Francia, 14 de febrero de 1986) es un exfutbolista argelino que también tiene nacionalidad francesa y cuya posición era la de volante. Se retiró en el 2016 en el PAE Veria de la Superliga de Grecia.

## Selección nacional
Ha sido internacional con la Selección de fútbol de Argelia habiendo jugado 11 partidos internacionales.

### Participaciones en Copas del Mundo
| Mundial                        | Sede      | Resultado    |
| ------------------------------ | --------- | ------------ |
| Copa Mundial de Fútbol de 2010 | Sudáfrica | Primera fase |

## Clubes
| Club                     | País       | Año       |
| ------------------------ | ---------- | --------- |
| AC Ajaccio               | Francia    | 2003-2008 |
| Manchester City (cedido) | Inglaterra | 2007      |
| CS Sedan (cedido)        | Francia    | 2007-2008 |
| FC Nantes                | Francia    | 2008-2010 |
| Kavala FC                | Grecia     | 2010-2011 |
| Olympiacos FC            | Grecia     | 2011-2013 |
| Nottingham Forest        | Inglaterra | 2013-2015 |
| Lokeren (cedido)         | Bélgica    | 2015      |
| Veria                    | Grecia     | 2015-2016 |